# 支序图

水平分支图，根結點位于左侧

两个竖直的分支图，根结点位于底部

分支图，也作支序图，是指支序分類學中用于展示生命体互相之间的关系的图表。不过，分支图并不是系統發生樹，因为分支图既不展示生物与其祖先的关系，也不展示生物的演化过程。不过，从一幅分支图中可以推导出许多进化树图。分支图使用线条来表达一组拥有最近共同祖先的生物，这些线条各自分离至不同的方向，最后形成不同的演化支。分支图可以有许多不同的形状，但它们都有树状图的结构，沿着每一条线都能走到它们与其他线条分离的地方。这些分离的节点代表一个假定存在的祖先（而非实体），这些假定存在的祖先会拥有其末端分類元所拥有的特性，能够暗示进化的过程。虽然传统上这些分支图依照生物的外形特征绘制，不过近年来科学界也在使用DNA和RNA序列数据、计算系统发生学生成分支图。